# Medford Lakes
Medford Lakes es un borough ubicada en el condado de Burlington en el estado estadounidense de Nueva Jersey. En el año 2010 tenía una población de 4.146 habitantes y una densidad poblacional de 1.219,41 personas por km².

## Geografía
Medford Lakes se encuentra ubicado en las coordenadas 39°51′34″N 74°48′20″O / 39.85944, -74.80556.

## Demografía
Según la Oficina del Censo en 2000 los ingresos medios por hogar en la localidad eran de $77,536 y los ingresos medios por familia eran $83,695. Los hombres tenían unos ingresos medios de $58,854 frente a los $36,831 para las mujeres. La renta per cápita para la localidad era de $31,382. Alrededor del 2.1% de la población estaba por debajo del umbral de pobreza.